# Angirey
Angirey är en kommun i departementet Haute-Saône i regionen Bourgogne-Franche-Comté i östra Frankrike. Kommunen ligger i kantonen Gray som tillhör arrondissementet Vesoul. År 2022 hade Angirey 155 invånare.

## Befolkningsutveckling
Antalet invånare i kommunen Angirey
| Referens: INSEE |